# Angelo Barbagallo
Pour les articles homonymes, voir Barbagallo.
Angelo Barbagallo (né en 1958) est un producteur de cinéma italien, fondateur avec Nanni Moretti des sociétés de production Sacher Film et de distribution Sacher Distribuzione.

## Filmographie

### Producteur
- 1989 : Palombella rossa, de Nanni Moretti
- 1990 : La cosa (court-métrage), de Nanni Moretti
- 1993 : Journal intime, de Nanni Moretti
- 1998 : Aprile, de Nanni Moretti
- 2001 : La Chambre du fils, de Nanni Moretti
- 2003 : La meglio gioventù, de Marco Tullio Giordana
- 2006 : Le Caïman, de Nanni Moretti
- 2010 : Copie conforme d'Abbas Kiarostami
- 2011 : L'industriale, de Giuliano Montaldo
- 2011 : Gianni et les Femmes, de Gianni Di Gregorio
- 2015 : L'amour ne pardonne pas (L'amore non perdona) de Stefano Consiglio (it)
- 2019 : Ricordi?, de Valerio Mieli
- 2019 : L'Homme sans pitié, de Renato De Maria
- 2019 : Gloria Mundi, de Robert Guédiguian

### Directeur de production
- 1982 : Les Yeux, la Bouche, de Marco Bellocchio
- 1983 : Tuttobenigni, de Giuseppe Bertolucci
- 1986 : Le Diable au corps, de Marco Bellocchio